# 84884 Dorismcmillan
84884 Dorismcmillan è un asteroide della fascia principale. Scoperto nel 2003, presenta un'orbita caratterizzata da un semiasse maggiore pari a 3,2357052 UA e da un'eccentricità di 0,0755243, inclinata di 13,30096° rispetto all'eclittica.